# We Still Don't Trust You
We Still Don't Trust You è il secondo album in studio collaborativo tra il rapper statunitense Future e il produttore discografico statunitense Metro Boomin, pubblicato il 12 aprile 2024 tramite etichette discografiche Freebandz, Boominati Worldwide, Epic Records e Republic Records.
L'album serve da seguito a We Don't Trust You, progetto collaborativo di Future e Metro Boomin pubblicato appena tre settimane prima, e contiene diverse collaborazioni fra cui J. Cole, ASAP Rocky, The Weeknd e Lil Baby.

## Antefatti
Durante gennaio del 2023, Metro Boomin ha iniziato ad anticipare un possibile album collaborativo con il collaboratore di lunga data Future. Metro in seguito ha promesso che l'album con Future sarebbe stato pubblicato quell'anno, senza rispettare però la promessa.
I due progetti collaborativi sono stati annunciati l'8 marzo 2024 attraverso un post su Instagram dei due artisti; il primo album We Don’t Trust You, previsto per il 22 marzo, e un secondo album in uscita il 12 aprile successivo. Inoltre, lo stesso giorno il giornalista Elliott Wilson ha confermato che le date corrispondessero ognuna a un progetto distinto dall'altro. Il 4 aprile successivo Future e Metro hanno rivelato che il secondo album sarebbe stato We Still Don’t Trust You attraverso il trailer dell'album, e il 9 aprile hanno postato la copertina. Un giorno dopo hanno pubblicato uno snippet di un brano in collaborazione con The Weeknd e poche ore dopo hanno rivelato la tracklist dell'album.

## Descrizione
L'album presente le collaborazioni di The Weeknd (presente in tre tracce), le Brownstone, Ty Dolla Sign, J. Cole, Lil Baby e ASAP Rocky ed è composto da due dischi, il primo di diciotto tracce e il secondo di sette. Nel primo disco, Future e Metro esplorano sonorità synth pop e R&B che non gli sono solite con influenze dancefloor, mentre nel secondo tornano al sound trap che ha caratterizzato anche il loro progetto collaborativo precedente.
Mentre nell'album precedente era presente un dissing di Kendrick Lamar nel brano Like That, rivolto a J. Cole e in particolare a Drake, collaboratore di lunga data di Future, in We Still Don't Trust You a fare dei riferimenti a Drake sono stati The Weeknd nel brano All to Myself e ASAP Rocky in Show of Hands, il primo dicendosi felice di non avere firmato per la OVO Sound di Drake anni prima e il secondo rispondendo a un presunto sneak dissing di Drake nel brano Fear of Heights.

## Accoglienza
| Recensione | Giudizio |
| ---------- | -------- |
| Clash      | 5/10     |
| Metacritic | 65/10    |
| Pitchfork  | 7.1/10   |

Robin Murray di Clash ha definito il progetto come "troppo gonfio", nonostante abbia anche notato dei lati positivi: infatti, secondo Murray, l'album ha diverse tracce memorabili, ma "ne ha una quantità enorme [di canzoni] che semplicemente ti passano accanto", secondo lui a causa di una mancanza di sostanza.
Dylan Greene di Pitchfork ha paragonato il progetto all'album di Future del 2017 Hndrxx, dicendo che in entrambi Future "si aggira fra lo sfoggiare il suo trono e il fare l'innamorato" ma che nonostante ciò sono presenti "riflessioni intrise di lacrime su ex e shopping post-coitale". Riguardo Metro Boomin, Greene ha affermato che il produttore "ha effettivamente trovato un modo per trasformare il tallone d'Achille della sua produzione post-COVID, che suona troppo levigata e anonima".

## Tracce
Disco 1
1. We Still Don't Trust You (con The Weeknd) – 4:12 (testo: Nayvadius Cash, Leland Wayne, Abel Tesfaye, Michael Dean – musica: Metro Boomin, Mike Dean)
2. Drink n Dance – 3:40 (testo: Nayvadius Cash, Leland Wayne, Robert Richardson, Christopher Townsend – musica: Metro Boomin, Chris Xz)
3. Out of My Hands – 4:03 (testo: Nayvadius Cash, Leland Wayne, Christopher Townsend – musica: Metro Boomin, Chris Xz)
4. Jealous – 3:44 (testo: Nayvadius Cash, Leland Wayne, Wesley Glass – musica: Metro Boomin, Wheezy)
5. This Sunday – 3:18 (testo: Nayvadius Cash, Leland Wayne, Andre Proctor – musica: Metro Boomin, Dre Moon)
6. I Luv Bad Bitches (con Brownstone) – 3:16 (testo: Nayvadius Cash, Leland Wayne, Robert Richardson, Kobe Hood – musica: Metro Boomin, Prince85)
7. Amazing (Interlude) – 2:24 (testo: Nayvadius Cash, Leland Wayne – musica: Metro Boomin)
8. All to Myself (con The Weeknd) – 4:14 (testo: Nayvadius Cash, Leland Wayne, Abel Tesfaye – musica: Metro Boomin, Mike Dean)
9. Nights Like This – 3:52 (testo: Nayvadius Cash, Leland Wayne, Christopher Townsend, Kobe Hood – musica: Metro Boomin, Chris Xz)
10. Came to Party – 3:18 (testo: Nayvadius Cash, Leland Wayne, Nils Noedhen – musica: Metro Boomin, Wheezy, Nils)
11. Right 4 You – 3:56 (testo: Nayvadius Cash, Leland Wayne – musica: Metro Boomin)
12. Mile High Memories – 3:39 (testo: Nayvadius Cash, Leland Wayne, Joshua Lellen, Robert Richardson – musica: Metro Boomin, Southside)
13. Overload – 3:44 (testo: Nayvadius Cash, Leland Wayne, Andre Proctor, Darrell Jackson – musica: Metro Boomin, Dre Moon, Chopsquad DJ)
14. Gracious (con Ty Dolla Sign) – 3:06 (testo: Nayvadius Cash, Leland Wayne, Tyrone Griffin Jr., Taurus Currie Jr. – musica: Metro Boomin, Taurus)
15. Beat It – 3:38 (testo: Nayvadius Cash, Leland Wayne, Michael Dean, Robert Richardson – musica: Metro Boomin, Mike Dean, Peter Lee Johnson, Tommy Parker)
16. Always Be My Fault (con The Weeknd) – 4:06 (testo: Nayvadius Cash, Leland Wayne, Abel Tesfaye, Michael Dean, Allen Ritter, Mejdi Rhars – musica: Metro Boomin, Mike Dean, Allen Ritter, Prince85)
17. One Big Family – 4:05 (testo: Nayvadius Cash, Leland Wayne, Mejdi Rhars, Austin Paoli – musica: Metro Boomin, Prince85, Notinbed)
18. Red Leather (con J. Cole) – 6:54 (testo: Nayvadius Cash, Leland Wayne, Jermaine Cole, Andre Proctor – musica: Metro Boomin, Dre Moon, Peter Lee Johnson, Mike McTaggart)

Disco 2
1. #1 (Intro) – 0:41 (testo: Nayvadius Cash, Leland Wayne – musica: Metro Boomin)
2. Nobody Knows My Struggle – 3:25 (testo: Nayvadius Cash, Leland Wayne, Joshua Lellen – musica: Metro Boomin, Southside)
3. All My Life (con Lil Baby) – 3:10 (testo: Nayvadius Cash, Leland Wayne, Dominique Jones – musica: Metro Boomin, Wheezy, Oz, Nik D)
4. Crossed Out – 2:22 (testo: Nayvadius Cash, Leland Wayne – musica: Metro Boomin, Dre Blak, Lil 88)
5. Crazy Clientele – 3:09 (testo: Nayvadius Cash, Leland Wayne – musica: Metro Boomin, Will-a-Fool)
6. Show of Hands (con ASAP Rocky) – 3:33 (testo: Nayvadius Cash, Leland Wayne, Rakim Mayers – musica: Metro Boomin, Honorable C.N.O.T.E.)
7. Streets Made Me a King – 3:04 (testo: Nayvadius Cash, Leland Wayne – musica: Metro Boomin, Prince85)

Note
- Drink n Dance contiene vocali di sottofondo di Chris Brown[21]
- #1 Intro contiene un'estrapolazione di un discorso di Charlamagne tha God[22]

Campionamenti
- Right for You contiene un'interpolazione di End of the Road dei Boyz II Men[1]
- Mile High Memories contiene campionamenti di Hanging On di Ellie Goulding[23]
- This Sunday contiene un'interpolazione di Feel No Ways di Drake[24]
- All to Myself contiene un campionamento di Let's Stay Together dei The Isley Brothers[1]

## Classifiche
| Classifiche (2024) | Posizione massima |
| ------------------ | ----------------- |
| Australia          | 15                |
| Austria            | 5                 |
| Canada             | 2                 |
| Danimarca          | 8                 |
| Francia            | 12                |
| Germania           | 9                 |
| Irlanda            | 15                |
| Italia             | 19                |
| Lituania           | 5                 |
| Norvegia           | 6                 |
| Nuova Zelanda      | 3                 |
| Paesi Bassi        | 6                 |
| Polonia            | 27                |
| Regno Unito        | 11                |
| Stati Uniti        | 1                 |
| Svezia             | 33                |
| Svizzera           | 3                 |
| Ungheria           | 7                 |